# Proasellus claudei
Proasellus claudei är en kräftdjursart som beskrevs av Henry och Guy Magniez 1996. Proasellus claudei ingår i släktet Proasellus och familjen sötvattensgråsuggor. Inga underarter finns listade i Catalogue of Life.